# Фрунзе (Якутия)
Фрунзе (якут. Фрунзе) — село в Намском улусе Якутии России. Административный центр и единственный населённый пункт Фрунзенского наслега. Население — 130 чел. (2021), большинство — якуты .

## География
Село расположено в пределах Центрально-Якутской равнины, на правом берегу реки Лена.
Уличная сеть
ул. Д.Потапова, ул. К.Ядрихинского, ул. Новая, ул. П.Ядрихинского.
Географическое положение
Расстояние до улусного центра — село Намцы — 53 км..
Климат
Средняя температура января −42 °C, июля +17…+18 °С. Осадков выпадает около 200—250 мм в год.

## История
Согласно Закону Республики Саха (Якутия) от 30 ноября 2004 года N 173-З N 353-III село возглавило образованное муниципальное образование Фрунзенский наслег.

## Население
| 2002 | 2010 | 2012 | 2013 | 2014 | 2015 | 2016 | 2017 | 2018 | 2019 | 2020 |
| ---- | ---- | ---- | ---- | ---- | ---- | ---- | ---- | ---- | ---- | ---- |
| 133  | ↗155 | ↘149 | ↘142 | ↗143 | ↘136 | ↗141 | ↗147 | ↘140 | ↗150 | ↘142 |
| 2021 |      |      |      |      |      |      |      |      |      |      |
| ↘130 |      |      |      |      |      |      |      |      |      |      |

Национальный состав
Согласно результатам переписи 2002 года, в национальной структуре населения якуты составляли 98 % от общей численности населения в 133 чел..

## Инфраструктура
Животноводство (мясо-молочное скотоводство, мясное табунное коневодство).
Клуб, начальная общеобразовательная школа, учреждения здравоохранения и торговли.

## Транспорт
Автомобильный и речной транспорт.